# 静岡県道82号裾野インター線
静岡県道82号裾野インター線（しずおかけんどう82ごう すそのインターせん）は、静岡県裾野市を通る県道（主要地方道）である。

## 概要

### 路線データ
- 起点：裾野市御宿字小鍋沢上（裾野IC入口交差点、国道246号交点）
- 終点：裾野市御宿字小嵐（東名高速道路 裾野IC）

## 歴史
- 1993年（平成5年）5月11日 - 建設省から、県道裾野インター線が裾野インター線として主要地方道に指定される[1]。
- 1994年（平成6年）4月1日 - 路線番号が392号から変更される[2]。

## 地理

### 通過する自治体
- 裾野市

### 交差する道路
- 国道246号（裾野市御宿字小鍋沢上・裾野IC入口交差点、起点）
- 東名高速道路 裾野IC（裾野市御宿字小嵐・裾野IC交差点、終点）